# Staré Město (Pardubice)
Staré Město è un comune della Repubblica Ceca facente parte del distretto di Svitavy, nella regione di Pardubice.